# Nigel C. Strudwick
Nigel C. Strudwick est un égyptologue britannique.

## Biographie
Nigel C. Strudwick est professeur d'histoire de l'art au département d'art de l'université de Memphis depuis 2011. Il enseigne la langue égyptienne moyenne et tardive et propose des cours sur la littérature, l'histoire et l'archéologie de l'Égypte antique. Auparavant, il a occupé un poste au département de l'Égypte ancienne et du Soudan du British Museum à Londres.
Il est marié à Helen qui travaille au Fitzwilliam Museum de Cambridge.
Hormis l'égyptologie, il pratique la danse Morris avec les Devil's Dyke Morris Men, basés à Reach, près de Newmarket, et Helen joue du mélodéon.

### Centres d'intérêts égyptologues
Les centres d'intérêts de Nigel C. Strudwick varient largement entre l'Ancien Empire et la période tardive :
- l'archéologie et l'histoire de Thèbes, en particulier l'étude des tombes privées (vallée des Nobles) ;
- le travail de terrain archéologique et épigraphique interdisciplinaire dans les tombes privées ;
- l'administration de l'Ancien Empire et les textes documentaires ;
- l'utilisation des technologies de l'information en égyptologie.

## Publications
- The Administration of Egypt in the Old Kingdom, Londres, KPI, 1985.
- The Tombs of Amenhotep, Khnummose, and Amenmose (TT294, 253, and 254), Oxford, Griffith Institute, 1996,  (ISBN 978-1607240686).
- Thebes in Egypt, avec Helen Strudwick, Londres, British Museum Press, 1999.
- The Legacy of Lord Carnarvon: Miniatures from Ancient Egypt and the Valley of the Kings, Catalogue of an Exhibition April–September 2001 at the University of Wyoming Art Museum, Laramie, Wyoming, University of Wyoming Press, 2001, (ASIN B002NFF2J4).
- The Tomb of Amenemopet Called Tjanefer, ADAIK 19, Le Caire, German Archaeological Institute, 2003.
- Pocket Dictionary of Ancient Egyptian Mummies, Londres, British Museum Press, 2004,  (ISBN 978-0714131054).
- Texts of the Pyramid Age. Writings of the Ancient World, Atlanta, Society of Biblical Literature, 2005.
- Temples and Tombs: Treasures of Egyptian Art from The British Museum, Catalogue of a Traveling Exhibition 2006-08 (New York and Seattle), avec E.R. Russmann and T.G.H. James, Londres, British Museum Press, 2006,  (ISBN 978-0295986180).
- Old Kingdom, New Perspectives: Egyptian Art and Archaeology 2750-2150 BC, Oxbow, 2011, (ASIN B00BWV7Y7S).
- The Tomb of Pharaoh’s Chancellor Senneferi at Thebes (TT99), Oxbow Books, 2016, (ASIN B07C9F8Z9P).